# Tommaso Maria Zigliara
Tommaso Maria Zigliara (né le 29 octobre 1833 à Bonifacio en Corse, et mort le 10 mai 1893 à Rome) est un cardinal français du XIXe siècle. Il est membre de l'ordre des dominicains.

## Biographie
Tommaso Maria Zigliara naquit à Bonifacio le 29 octobre 1833 de Francesco Zigliara et Maddalena Costa. À peine âgé de dix-huit ans, il entra chez les Dominicains du couvent de la Minerve à Rome et prit l'habit sous le nom de Tommaso Maria. Il fit ses études de théologie au couvent de Pérouse où il fut ordonné prêtre le 17 mai 1856 par l'archevêque du lieu Vincenzo Gioacchino Pecci, futur Léon XIII. En 1871 Zigliara fut nommé professeur de théologie thomiste au collège de Saint-Thomas d'Aquin, près de la Minerve, à Rome. Zigliara exerce des fonctions au sein de la Curie romaine, notamment auprès de la Congrégation de l'Index et de la Congrégation extraordinaire des affaires ecclésiastiques. En 1877 le pape Léon XIII lui proposa l'évêché de Nice qu'il refusa. Lors du consistoire du 12 mai 1879 le pape Léon XIII, qui voyait en lui son successeur, le nomma cardinal-diacre et en 1893 cardinal-évêque de Frascati.
Zigliara contribue en 1879 à l'encyclique Æterni Patris, qui restaure le thomisme comme base de la philosophie chrétienne. En 1880, il est directeur de la Commission léonine pour l'édition des œuvres du Saint Thomas d'Aquin. Zigliaria est préfet de la Congrégation des indulgences et reliques et de la Congrégation des études. Il contribue en 1890 à l'encyclique Rerum novarum.

## Œuvres
- Summa philosophica ad usum scholarum (Rome, 1876) ;
- Della luce intellettuale e dell'ontologismo (Rome, 1874) ;
- De mente Concilii Viennensis in definiendo dogmate unionis animae humanae cum corpore (Rome, 1874).